# Tetjana Schmyrko

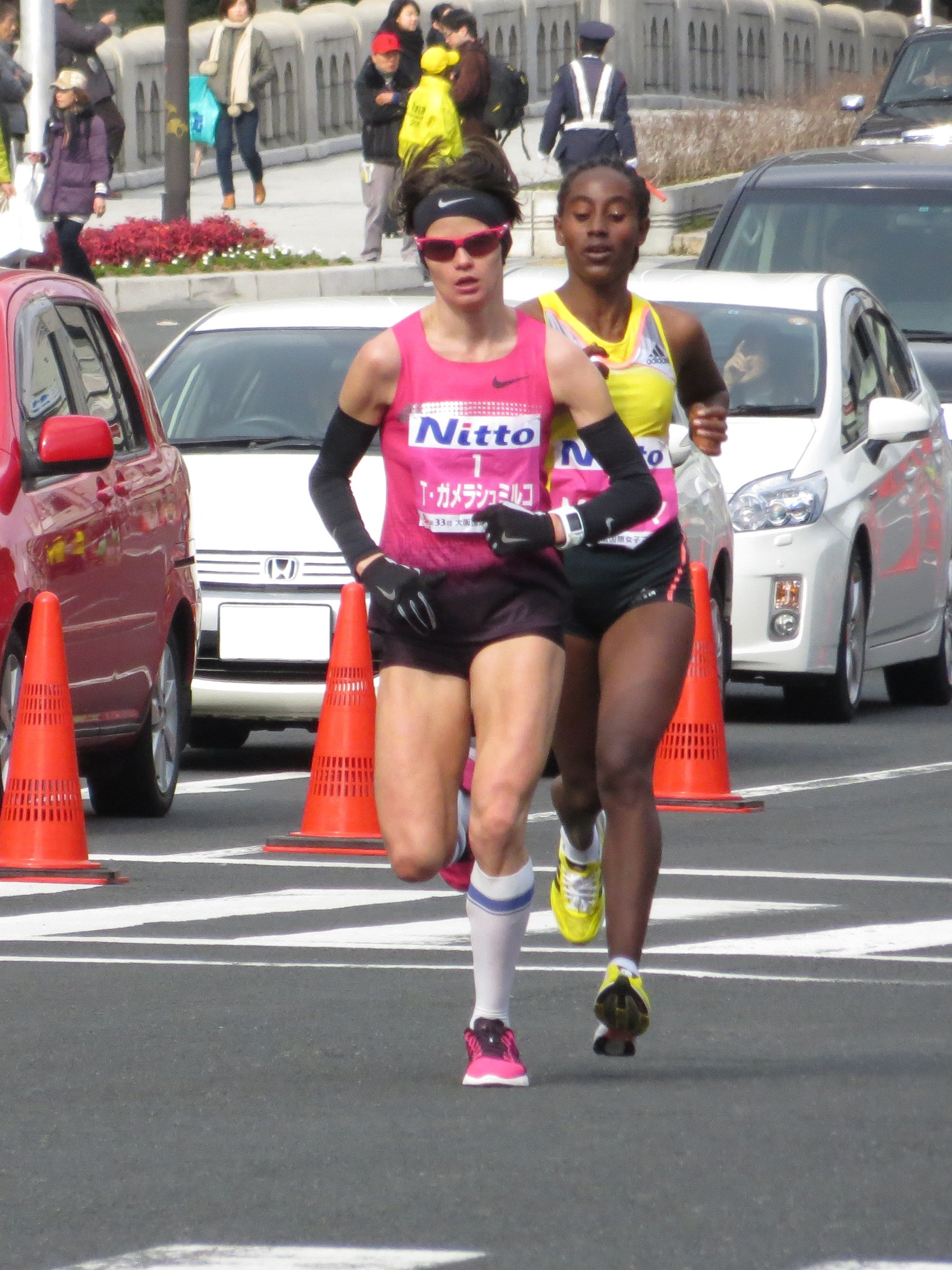
Tetjana Hamera-Schmyrko (vorn) 2014 in Osaka

Tetjana Hamera-Schmyrko (ukrainisch Тетяна Гамера-Шмирко, englische Transkription Tetyana Hamera-Shmyrko; * 1. Juni 1983 in Hrada, Oblast Ternopil) ist eine ukrainische Marathonläuferin.
2011 siegte sie beim Krakau-Marathon in 2:28:14 h und kam bei den Weltmeisterschaften in Daegu auf den 15. Platz.
Im Jahr darauf stellte sie als Zweite beim Osaka Women’s Marathon mit 2:24:46 h einen nationalen Rekord auf und qualifizierte sich damit für die Olympischen Spiele 2012 in London. In der Vorbereitung wurde sie Fünfte beim Prag-Halbmarathon. Im olympischen Rennen arbeitete sie sich nach dem Zerfall der Spitzengruppe von Platz 23 bei km 25 bis ins Ziel auf den fünften Rang vor und verbesserte ihren Landesrekord auf 2:24:32 h.
2013 siegte sie beim Osaka Women’s Marathon, konnte aber trotz einer weiteren Verbesserung auf 2:23:58 h nicht den nationalen Rekord zurückerobern, den ihr Olena Schurchno entrissen hatte.
2014 verteidigte sie ihren Titel in Osaka, und 2015 gewann sie zum dritten Mal in der Bestzeit von 2:22:09 h.
Im November 2015 gab der ukrainische Leichtathletikverband bekannt, dass sie wegen Dopings, das durch auffällige Unregelmäßigkeiten in ihrem biologischen Pass aufgedeckt wurde, für vier Jahre bis zum 29. September 2019 gesperrt wird. Außerdem wurden alle Ergebnisse ab dem 26. August 2011 annulliert, darunter ihre drei Osaka-Siege, ihr Platzierungen bei den Weltmeisterschaften 2011 und den Olympischen Spielen 2012, ihre ukrainischen Marathonrekorde und ihre beim Prefontaine Classic 2012 als Elfte aufgestellte Bestzeit über 10.000 Meter von 32:50,13 min.

## Bestzeiten
- 10.000 m: 34:14,00 min, 30. Mai 2011, Jalta
- Marathon: 2:28:14 h, 17. April 2011, Krakau